# Takashi Kitano
Takashi Kitano (jap. 北野 貴之 Kitano Takashi; ur. 4 października 1982) – japoński piłkarz występujący na pozycji bramkarza.

## Kariera klubowa
Od 2003 do 2016 roku występował w klubach Albirex Niigata, Omiya Ardija i Cerezo Osaka.